# 水果盤
水果拼盤（英語：Fruit tray, fruit platter）是使用新鮮水果製作的拼盤食品，可以作為宴會及派對活動的一種點心。簡單來說，可以將各種顏色的切片水果拼湊在餐盤，或是使用創意及雕刻技巧擺設出不同形態。

## 另見
- 水果沙拉
- 水果蜜餞（英语：Fruit preserves）
- 水果料理（英语：List of fruit dishes）
- 水果雕刻（英语：Fruit carving）

## 外部連結
- How to Make A Fruit Platter (Fruit Tray) （页面存档备份，存于）, Veggie Desserts